# Censo Educativo (México)
El Censo de Escuelas, Maestros y Alumnos de Educación Básica es realizado por el Instituto Nacional de Estadística y Geografía dentro del Sistema de Información y Gestión Educativa que provee la información estadística oficial relativa al sistema educativo en México.

## Antecedentes
El 1 de diciembre de 2012, al dirigir su primer mensaje a la Nación como Presidente de la República, Enrique Peña Nieto anunció las primeras doce decisiones presidenciales, dentro de las cuales se encontraba el envío de una reforma educativa al Congreso de la Unión y la instrucción directa a Emilio Chuayffet, su Secretario de Educación Pública, para que solicitara al Instituto Nacional de Estadística y Geografía un censo de escuelas, maestros y alumnos.
La reforma educativa de 2012 contempla la creación de un Sistema de Información y Gestión Educativa que contenga la información recabada por el Instituto Nacional de Estadística y Geografía a través de la realización de censos al sistema educativo. El 18 de enero de 2013, el Secretario de Educación Pública, Emilio Chuayffet, junto con el presidente del Instituto Nacional de Estadística y Geografía, Eduardo Sojo, anunciaron la realización de este censo.

## Realización
Se prevé que la realización de este censo se lleve a cabo entre septiembre y noviembre de 2013; para ello se creará un comité nacional que lo coordine y se solicitará al Consejo Nacional de Autoridades Educativas la creación de comités estatales de apoyo; adicionalmente el INEGI ha anunciado que contratará y capacitará a 17,500 personas para la realización del censo, los resultados del primer censo serán presentados en diciembre de 2013.
El censo proveerá la información correspondiente a la infraestructura educativa, los servicios con los que cuenta, el equipamiento y condiciones de los inmuebles, la ubicación geográfica de los centros educativos, los años de servicio de los docentes, las plazas existentes, los grados y grupos de cada escuela, las materias que se imparten en las instalaciones, la preparación y capacitación de los docentes, las condiciones de cada estudiante y los apoyos que recibe y si éste habla alguna lengua indígena y/o extranjera. Simultáneamente, se realizará una encuesta a directores y supervisores.